# Баннерет

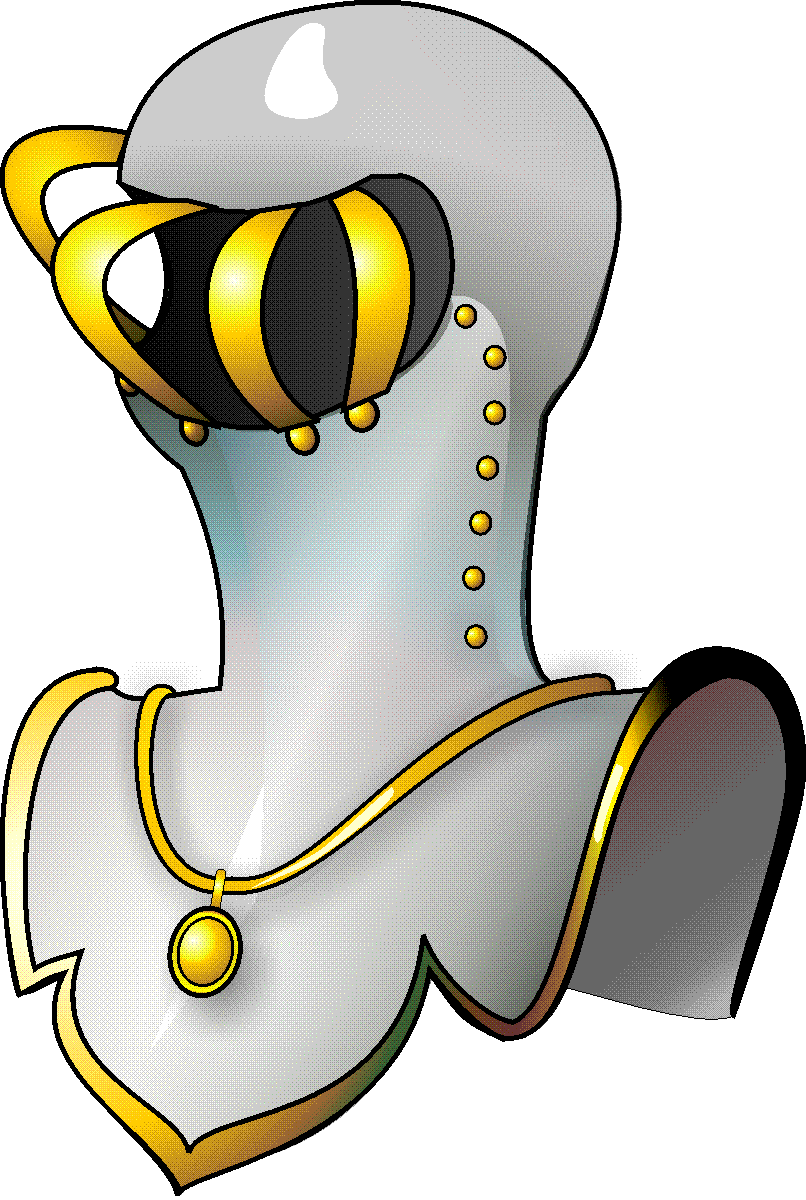
геральдичий шолом баннерета

Лицар-баннерет, або просто баннерет — у феодальну епоху лицар, який має право вести в бій групу людей (часто також лицарів) під власним прапором із зображенням його власних геральдичних символів.
Статус баннерета не обов'язково означав приналежність до дворянського стану, хоча більшість з них дворянами все-таки були. Прапор баннеретів мав квадратну форму, щоб його можна було легко відрізнити від звужених на кінці штандартів або вимпелів лицарів, які стоять нижче по ієрархії.
Лицар-баннерет стояв вище за званням, ніж лицар-бакалавр (бакалаври мали право битися тільки під чужими прапорами), але нижче, ніж барон або баронет. На відміну від баронета, наприклад,баннерет не був справді дворянським титулом, так як лицарі відносились до  нетитулованого дворянства. Саме слово баннерет походить від французького bannière (прапор) і служило скороченням від «синьйор баннерет» (seigneur banneret) або «шевальє-баннерет» (chevalier banneret). Французьке ж bannière, у свою чергу, походить від середньовічного латинського banneretus.

## З історії виникнення титулу

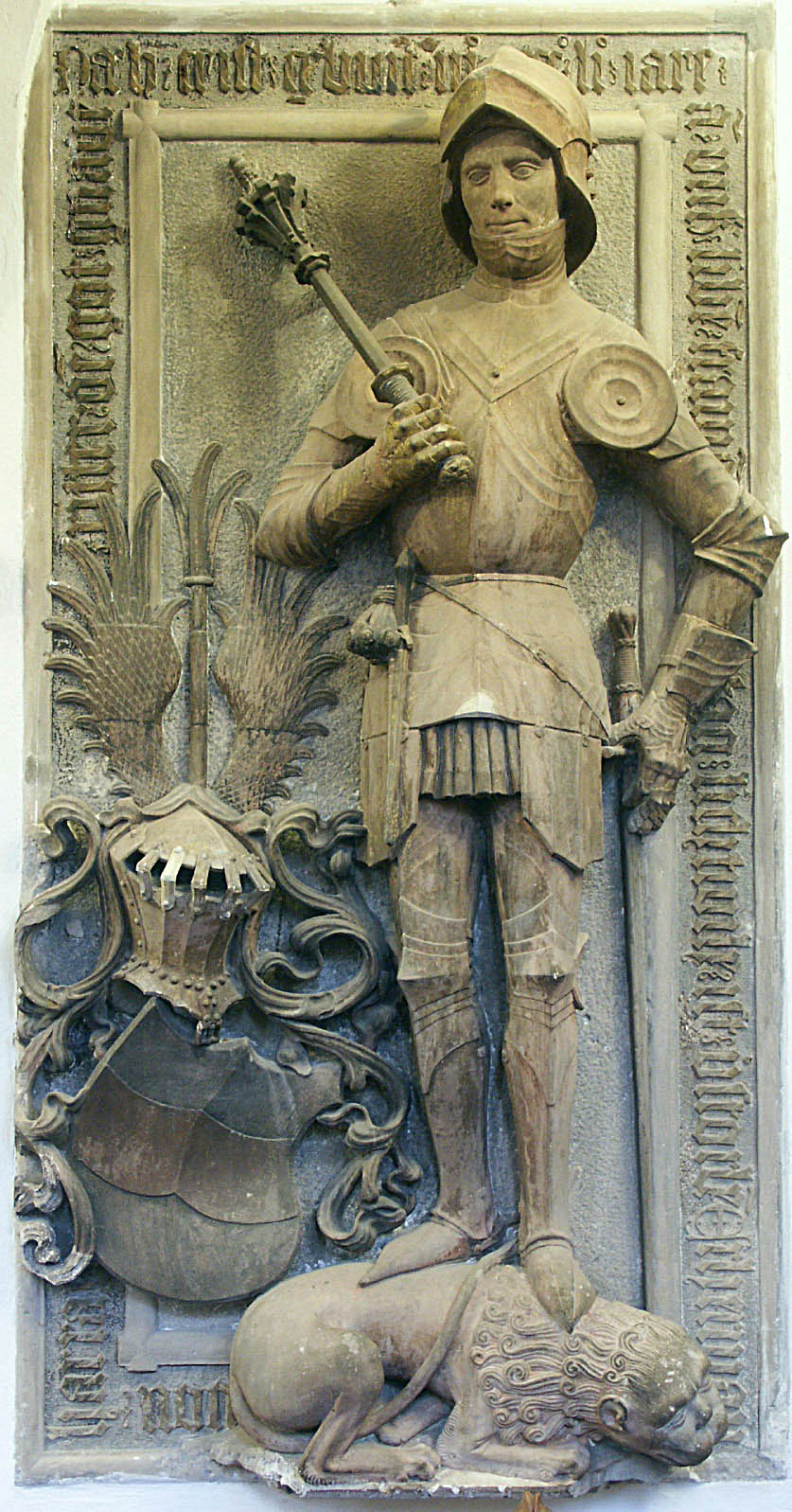

Оскільки армій з постійним складом (регулярних армій) за часів лицарства не існувало (якщо не брати до уваги військових орденів), військова служба неслась від випадку до випадку, у міру необхідності, як васальне зобов'язання. Служба могла нестися як особисто, так і / або з невеликим самостійно набраними військовим загоном. Ця соціальна роль лицарів була ключовою: сюзерен, що не може покластися на цю можливість і здатність своїх лицарів, ризикував залишитися без мобілізованою армії в разі оголошення війни. Єдиною альтернативою було заміщення найманцями лицарського стану як основи збройних сил, наприклад, кондотьєрами, але останні часто виявлялися вкрай ненадійними і дорогими, не кажучи вже про можливість перекуповування їх супротивником за більші гроші, або частих випадків дезертирства і мародерства на свою користь.
Будучи воєначальниками мінімальних військових загонів свого часу, баннерети врешті-решт зайняли своє місце у феодальній ієрархії між баронами й одинаками лицарями-бакалаврами, що свого часу породило ідею про те, що саме від них веде своє походження орден баронетів англійського короля Якова I. Більше того, історик Джон Селден вказує на те, що в старовинних переказах часто згадуються liaronetti замість bannereti, а у Франції титул так і взагалі став передаватися у спадок. При цьому, Селден все-таки обережно відзначає, що баннерет не має ніякого відношення до пізнішого титулу баронета.
Титул лицаря-баннерета, з правом демонстрації особистого прапора, став дарувати за відмінності, проявлені на полі бою. За англійської традиції такий титул міг бути наданий лише сюзереном і лише на полі бою, або в присутності короля, або хоча б у присутності королівського штандарту. При цьому допускались деякі «технічні» винятки. Наприклад, присутність прапора баннерета на полі бою автоматично дорівнювало його власній присутності, хоча самого лицаря там могло і не бути. Таким же чином, присутність уповноваженого представника баннерета вважалося присутністю самого лицаря.
Але таке посвячення майже тотожне відповідним звичаям прийнятим в старовинних французьких церемоніях, з урочистим врученням прапора, на якому вишиті геральдичні позначення зброї того, кого посвячують, і обрізанням кінця вимпелу або прапорця до форми квадрата або до прямокутної форми прапора - у тому випадку, якщо лицар до процедури посвячення встиг взяти участь в битвах з вимпелом вже розшитим символами його озброєння.
Традиція посвячення в баннерети сходить, за Селденом, до часів Едуарда I Англійського. Під прапорами його баннеретів, додає історик, зазвичай служили різного роду лицарі-бакалаври і есквайри, і, в залежності від кількості останніх, баннерети і отримували платню. Останній же зафіксований в історії випадок дарування титулу баннерета пов'язаний з ім'ям Джона Сміта, якого під час битви при Еджхілі зробив у баннерети сам Карл I Англійський за порятунок королівського штандарту від ворога.